# باولو روسي (لاعب كرة قدم)
باولو روسي (بالإيطالية: Paolo Rossi)‏ (25 ديسمبر 1982 بتورينو في إيطاليا - ) هو لاعب كرة قدم إيطالي في مركز الهجوم. شارك مع منتخب إيطاليا تحت 17 سنة لكرة القدم. أما مع النوادي، فقد لعب مع نادي تورينو ونادي ريجيانا 1919 ونادي سيتاديلا ونادي مونزا واتحاد بافيا لكرة القدم وASD Gualdo Casacastalda ‏.

## وصلات خارجية
- باولو روسي (لاعب كرة قدم) على موقع قاعدة بيانات كرة القدم.إي يو (الإنجليزية)
- باولو روسي (لاعب كرة قدم) على موقع عالم كرة القدم.نت (الإنجليزية)
- باولو روسي (لاعب كرة قدم) على موقع GSA (الإنجليزية)